# Hurmi
Hurmi est un village à Põlva, dans le sud-est de l'Estonie.